# Sierra Damos
La sierra Damos (colline de Mercure / Dumias) est un site archéologique gaulois puis gallo-romain situé à Lasserre-Damos, à Montréal, dans le Gers.

## Historique
Les fouilles archéologiques effectuées en 1883 ont livré une stèle en pierre de 70 cm, sur laquelle était gravée une roue à huit branches, ce qui indique que cet oppidum était un sanctuaire consacré au dieu nommé Lug par les celtes et Mercure par les romains,.
Les fouilles de 1883, contemporaines de celles qui ont révélé la villa gallo-romaine de Séviac, ont aussi permis la découverte des vestiges d'un établissement thermal gallo-romain constitué de neuf salles sur hypocauste, alimenté par un réseau de tuyaux de plomb et malheureusement déjà très endommagé, qui attestent de la fréquentation du lieu. L'une des deux mosaïques trouvées, représentant le titan Oceanus, est visible au musée archéologique de Lectoure (salle des mosaïques).

## Chemins de Compostelle
La sierra Damos est aussi une étape des chemins de Compostelle, située à la jonction des deux itinéraires de la via Arvernha, en provenance du temple de Mercure, dans le Puy-de-Dôme, et à destination du Fisterra.